# Ревизорро
«Ревизорро» — российский журналистский проект. «Ревизорро» проверяет российские отели, рестораны, ночные клубы и другие заведения. Выявленные в ходе съёмок нарушения публикуются в эфире телепередачи, становятся основаниями для проведения проверок заведений общественного питания со стороны государственных органов. Известно по меньшей мере о пяти заведениях общественного питания, которые закрылись после сюжетов «Ревизорро» и последовавших после них проверок со стороны государственных органов.

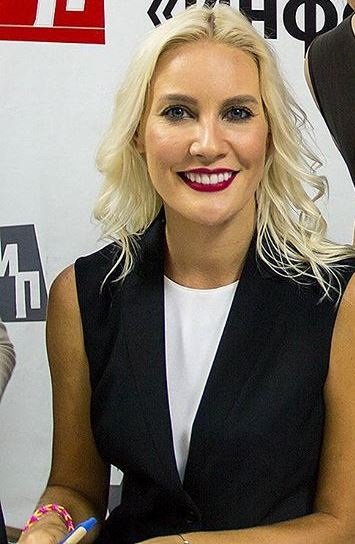
Елена Летучая, ведущая программы

Ведущей программы с 2014 года являлась Елена Летучая, с весны по осень 2016 года — Ольга Романовская. Осенью Елена Летучая вновь стала ведущей «Ревизорро». Но 31 октября 2017 года Елена перешла на Первый канал, где стала вести программу «Летучий отряд» (в конце 2017 года программа перестала выходить). Её место заняла актриса и телеведущая Настасья Самбурская. С 7-го сезона её соведущей стала Ида Галич, но обе ушли в феврале 2019 года. Летом 2019 года стало известно, что ведущей нового сезона стала Ксения Милас — полуфиналистка третьего сезона реалити-шоу «Пацанки» на телеканале «Пятница!».
Съёмки некоторых выпусков программы сопровождались столкновениями между съёмочной группой и пытавшимися ей помешать сотрудниками заведений общественного питания. Также известен один случай, когда владелец точки общественного питания добился от программы «Ревизорро» опровержения прозвучавших в эфире сведений и выплаты компенсации за ущерб деловой репутации.
Законность действий съёмочной группы оценивалась российскими государственными органами по-разному. Например, представители Министерства внутренних дел Российской Федерации признали действия «Ревизорро» противоправными. Однако никаких уголовных дел в отношении сотрудников программы не было заведено, а вызовы персоналом проверяемых заведений нарядов полиции заканчивались проверкой документов и кратковременными задержаниями без составления каких-либо административных протоколов.
Программа имела значительные доходы от рекламодателей — более 1,2 млрд руб. за 2014—2016 годы. В 2021 году проект прекратил своё существование.
15 мая 2025 года стало известно, что ведущей нового сезона вновь станет Елена Летучая.

## Описание
Я могу сказать, что ни одно заведение не являлось рекламной акцией, и во всех заведениях, в которые мы приходим, реально никто не знает о проверке. Я знаю, что в некоторых городах узнают о моем приезде и моют все начисто, боятся, хотя они не знают, приду я к ним или нет.
«Ревизорро» — программа, проверяющая качество услуг различных заведений (отелей, хостелов, ресторанов, кафе, фитнесс-клубов, аквапарков, бассейнов.
Сотрудники программы «Ревизорро» составляют список мест для проверки на основе отзывов, которые оставляются жителями разных городов на сайте телеканала «Пятница!». Смысл программы заключается в том, что съёмочная группа без предупреждения посещает общественное место для того, чтобы его сотрудники не смогли подготовиться к их визиту, и показывает зрителям программы все плюсы и минусы проверяемого заведения. В некоторых выпусках программы участвуют простые зрители, которые вместе с ведущей пользуются услугами заведений, проверяют качество еды и чистоту помещений.
Если заведение успешно прошло проверку «Ревизорро», то на его двери появляется фирменная наклейка «Проверено Ревизорро».

### Технические приспособления
Во время проверки ведущая использует различные приборы:
- Пирометр — для бесконтактного измерения температуры.
- Люминометр — измеряет биологическую загрязнённость поверхности.
- Люксометр — измеряет уровень освещенности.
- Дальномер — измеряет площадь комнат.
- Шумомер — измеряет уровень шума.
- Инспекционная камера — показывает те места, куда заглянуть снаружи невозможно.
- Нитратомер — измеряет количество нитратов в овощах, фруктах и мясе.
- Анализатор качества жиров — измеряет качество фритюрного масла.
- Ультрафиолетовая лампа — используется для выявления пятен, которые невозможно увидеть невооружённым глазом.
- СВЧ-радиометр — измеряет количество излучения от микроволновой печи.
- Фотометр — измеряет уровень хлора и pH воды в бассейне.

По словам Елены Летучей, владельцы проверяемых заведений нередко предлагают деньги сотрудникам «Ревизорро», для того чтобы они заблаговременно предупредили их о визите съёмочной группы и показали их заведение в более приглядном для телезрителей свете, однако сотрудники программы категорически отвергают подобные предложения, так как весь смысл программы заключается именно в беспристрастном свидетельствовании и демонстрации истинных фактов действительности.
В августе 2014 года издание «Комсомольская правда» совместно с телеканалом «Пятница!» провели конкурс «Стань народным Ревизорро», в котором нужно было написать рецензию на отель или другое заведение. Каждые четыре недели победитель получал фирменную майку от телеканала, а в сентябре на телеканале в прямом эфире были подведены итоги.

## Создание программы
Проект является аналогом популярного украинского шоу «Ревизор», которое с 2011 года транслируется на украинском телеканале «Новый канал». В оригинальной версии проект вела украинская телеведущая Ольга Фреймут, С 5 по 7 сезон программу «Ревизор» вёл актёр, диджей, журналист и шоумен Вадим Абрамов. А в последнем сезоне ведущим являлся знаменитый ресторатор Николай Тищенко.
Разработку нового телепроекта телеканал «Пятница!» начал в конце 2013 года. В октябре 2013 года был подписан контракт на адаптацию телепередачи, и формат был куплен. С самого начала телеканал планировал выпуск адаптации с более расширенной тематикой: в программе «Ревизор» занимались проверкой преимущественно гостиниц и ресторанов.
В ноябре 2013 года телеканал «Пятница!» объявил о кастинге на роль ведущей программы. Изначально телеканал предлагал роль ведущей Ольге Фреймут, которая вела оригинальную версию, но она отказалась в связи с большой занятостью в других проектах. В ноябре 2013 года Елена Летучая работала на съёмочной площадке сериала «Кухня», и занималась производством фильма о фильме. Ей позвонила подруга и рассказала о кастинге, который в итоге Елене удалось пройти. Был снят пилотный выпуск 9 ноября 2013 года в одном из московских ресторанов, после чего Елена отправилась в отпуск. По возвращении она была утверждена на роль ведущей.
С января 2014 года в разработке адаптации принимал непосредственное участие новый генеральный продюсер «Нового канала» Сергей Евдокимов, коллега гендиректора «Пятницы!» Николая Картозии по НТВ в 2001—2012 годах. Ранее Картозия и Евдокимов уже работали в жанре «документальная ревизия» в «Программе максимум» (рубрика «Ревизор») и «Историях всероссийского обмана», выпущенных Дирекцией праймового вещания НТВ.
Съёмки первого выпуска программы начались в феврале 2014 года в Ставрополье. Далее съёмочная группа поехала по другим городам России. В марте прошла первая фотосессия для телепередачи, а видеосъёмки прошли в апреле. В мае съёмочной группой было снято уже более десяти выпусков, и в конце месяца телеканал «Пятница!» начал распространять информацию о проекте, и пустил в эфир первые выпуски.. Премьерным выпуском программы 4 июня 2014 года стал город Кисловодск. В июне того же года съёмочная группа сняла два выпуска в Стамбуле и Анталии.

## Список выпусков
| 1 (1)             | Кисловодск        | 4 июня 2014      |                 |
| 2 (2)             | Нижний Новгород   | 11 июня 2014     |                 |
| 3 (3)             | Ставрополь        | 18 июня 2014     |                 |
| 4 (4)             | Суздаль           | 25 июня 2014     |                 |
| 5 (5)             | Абхазия           | 2 июля 2014      |                 |
| 6 (6)             | Владимир          | 9 июля 2014      |                 |
| 7 (7)             | Казань            | 16 июля 2014     |                 |
| 8 (8)             | Краснодар         | 23 июля 2014     |                 |
| 9 (9)             | Геленджик         | 30 июля 2014     |                 |
| 10 (10)           | Ростов-на-Дону    | 6 августа 2014   |                 |
| 11 (11)           | Пермь             | 13 августа 2014  |                 |
| 12 (12)           | Екатеринбург      | 20 августа 2014  |                 |
| 13 (13)           | Стамбул           | 27 августа 2014  |                 |
| 14 (14)           | Санкт-Петербург   | 3 сентября 2014  |                 |
| 15 (15)           | Красноярск        | 10 сентября 2014 |                 |
| 16 (16)           | Санкт-Петербург 2 | 17 сентября 2014 |                 |
| 17 (17)           | Анталия           | 24 сентября 2014 |                 |
| 18 (18)           | Новосибирск       | 1 октября 2014   |                 |
| 19 (19)           | Ярославль         | 8 октября 2014   |                 |
| 20 (20)           | Кострома          | 15 октября 2014  |                 |
| 21 (21)           | Новосибирск 2     | 22 октября 2014  |                 |
| 22 (22)           | Хабаровск         | 29 октября 2014  |                 |
| 23 (23)           | Сочи              | 5 ноября 2014    |                 |
| 24 (24)           | Владивосток       | 12 ноября 2014   |                 |
| 25 (25)           | Самара            | 19 ноября 2014   |                 |
| 26 (26)           | Уфа               | 26 ноября 2014   |                 |
| 27 (27)           | Астрахань         | 3 декабря 2014   |                 |
| 28 (28)           | Волгоград         | 10 декабря 2014  |                 |
| 29 (29)           | Великий Новгород  | 17 декабря 2014  |                 |
| 30 (30)           | Тверь             | 24 декабря 2014  |                 |
| Новогодний выпуск | 31 (31)           | Новый год        | 31 декабря 2014 |

| 1 (32)  | Тула              | 28 января 2015  |
| 2 (33)  | Петрозаводск      | 4 февраля 2015  |
| 3 (34)  | Калуга            | 11 февраля 2015 |
| 4 (35)  | Пенза             | 18 февраля 2015 |
| 5 (36)  | Саратов           | 25 февраля 2015 |
| 6 (37)  | Курск             | 4 марта 2015    |
| 7 (38)  | Воронеж           | 11 марта 2015   |
| 8 (39)  | Ростов-на-Дону 2  | 18 марта 2015   |
| 9 (40)  | Краснодар 2       | 25 марта 2015   |
| 10 (41) | Казань 2          | 1 апреля 2015   |
| 11 (42) | Екатеринбург 2    | 8 апреля 2015   |
| 12 (43) | Екатеринбург 3    | 15 апреля 2015  |
| 13 (44) | Нижний Новгород 2 | 22 апреля 2015  |
| 14 (45) | Углич             | 29 апреля 2015  |
| 15 (46) | Ростов            | 6 мая 2015      |
| 16 (47) | Санкт-Петербург 3 | 13 мая 2015     |
| 17 (48) | Челябинск         | 20 мая 2015     |
| 18 (49) | Тюмень            | 27 мая 2015     |
| 19 (50) | Иркутск           | 3 июня 2015     |
| 20 (51) | Брянск            | 10 июня 2015    |
| 21 (52) | Улан-Удэ          | 17 июня 2015    |
| 22 (53) | Барнаул           | 24 июня 2015    |
| 23 (54) | Омск              | 1 июля 2015     |
| 24 (55) | Сочи 2            | 8 июля 2015     |

| 1 (56)            | Новороссийск       | 5 августа 2015   |                 |
| Спецвыпуск        |                    |                  |                 |
| 2 (57)            | Москва             | 12 августа 2015  |                 |
| Третий сезон      |                    |                  |                 |
| 3 (58)            | Сочи 3             | 19 августа 2015  |                 |
| 4 (59)            | Мурманск           | 26 августа 2015  |                 |
| 5 (60)            | Архангельск        | 2 сентября 2015  |                 |
| 6 (61)            | Воркута            | 9 сентября 2015  |                 |
| 7 (62)            | Салехард           | 16 сентября 2015 |                 |
| 8 (63)            | Смоленск           | 23 сентября 2015 |                 |
| 9 (64)            | Ульяновск          | 30 сентября 2015 |                 |
| 10 (65)           | Саранск            | 7 октября 2015   |                 |
| 11 (66)           | Чебоксары          | 14 октября 2015  |                 |
| 12 (67)           | Йошкар-Ола         | 21 октября 2015  |                 |
| 13 (68)           | Владимир 2         | 28 октября 2015  |                 |
| 14 (69)           | Суздаль 2          | 4 ноября 2015    |                 |
| 15 (70)           | Иваново            | 11 ноября 2015   |                 |
| 16 (71)           | Киров              | 18 ноября 2015   |                 |
| 17 (72)           | Ижевск             | 25 ноября 2015   |                 |
| 18 (73)           | Новосибирск 3      | 2 декабря 2015   |                 |
| 19 (74)           | Новосибирск 4      | 9 декабря 2015   |                 |
| 20 (75)           | Томск              | 16 декабря 2015  |                 |
| Новогодний выпуск | 21 (76)            | Москва           | 30 декабря 2015 |
| Третий сезон      |                    |                  |                 |
| 22 (77)           | Волгоград 2        | 2 января 2016    |                 |
| 23 (78)           | Волгоград 3        | 9 января 2016    |                 |
| 24 (79)           | Великий Новгород 2 | 23 января 2016   |                 |
| 25 (80)           | Псков              | 30 января 2016   |                 |
| 26 (81)           | Санкт-Петербург 4  | 6 февраля 2016   |                 |

| 1 (82)   | Ставрополь 2      | 13 апреля 2016   |
| 2 (83)   | Кисловодск 2      | 20 апреля 2016   |
| 3 (84)   | Рязань            | 27 апреля 2016   |
| 4 (85)   | Тула 2            | 4 мая 2016       |
| 5 (86)   | Пермь 2           | 11 мая 2016      |
| 6 (87)   | Челябинск 2       | 18 мая 2016      |
| 7 (88)   | Воронеж 2         | 25 мая 2016      |
| 8 (89)   | Ростов-на-Дону 3  | 1 июня 2016      |
| 9 (90)   | Санкт-Петербург 5 | 8 июня 2016      |
| 10 (91)  | Казань 3          | 15 июня 2016     |
| 11 (92)  | Нижний Новгород 3 | 22 июня 2016     |
| 12 (93)  | Анапа             | 29 июня 2016     |
| 13 (94)  | Санкт-Петербург 6 | 6 июля 2016      |
| 14 (95)  | Новороссийск 2    | 13 июля 2016     |
| 15 (96)  | Геленджик 2       | 20 июля 2016     |
| 16 (97)  | Сочи 4            | 27 июля 2016     |
| 17 (98)  | Волгоград 4       | 3 августа 2016   |
| 18 (99)  | Саратов 2         | 10 августа 2016  |
| 19 (100) | Астрахань 2       | 17 августа 2016  |
| 20 (101) | Элиста            | 24 августа 2016  |
| 21 (102) | Пятигорск         | 31 августа 2016  |
| 22 (103) | Тольятти          | 7 сентября 2016  |
| 23 (104) | Самара 2          | 14 сентября 2016 |
| 24 (105) | Смоленск 2        | 21 сентября 2016 |
| 25 (106) | Калининград       | 28 сентября 2016 |
| 26 (107) | Хабаровск 2       | 4 октября 2016   |
| 27 (108) | Южно-Сахалинск    | 11 октября 2016  |
| 28 (109) | Владивосток 2     | 18 октября 2016  |

| 1 (110)                            | Патриаршие пруды               | 7 ноября 2016                   |                 |
| 2 (111)                            | Парки                          | 8 ноября 2016                   |                 |
| 3 (112)                            | МГУ                            | 9 ноября 2016                   |                 |
| 4 (113)                            | Набережные                     | 10 ноября 2016                  |                 |
| 5 (114)                            | Старый Арбат                   | 14 ноября 2016                  |                 |
| 6 (115)                            | Чистые пруды                   | 15 ноября 2016                  |                 |
| 7 (116)                            | Дети                           | 16 ноября 2016                  |                 |
| 8 (117)                            | ЦУМ                            | 17 ноября 2016                  |                 |
| 9 (118)                            | Цветной бульвар                | 21 ноября 2016                  |                 |
| 10 (119)                           | Площадь трёх вокзалов          | 22 ноября 2016                  |                 |
| 11 (120)                           | Патриаршие пруды 2             | 23 ноября 2016                  |                 |
| 12 (121)                           | Рублёвка                       | 24 ноября 2016                  |                 |
| 13 (122)                           | Кутузовский проспект           | 28 ноября 2016                  |                 |
| 14 (123)                           | Центр                          | 29 ноября 2016                  |                 |
| 15 (124)                           | Кремль                         | 30 ноября 2016                  |                 |
| 16 (125)                           | Новый Арбат                    | 1 декабря 2016                  |                 |
| 17 (126)                           | Современные и модные заведения | 5 декабря 2016                  |                 |
| 18 (127)                           | Спальные районы                | 6 декабря 2016                  |                 |
| 19 (128)                           | Заведения супер-шефов          | 7 декабря 2016                  |                 |
| 20 (129)                           | Повторные проверки             | 8 декабря 2016                  |                 |
| Новогодний выпуск                  | 21 (130)                       | Новый год. Дети                 | 31 декабря 2016 |
| Пилотные выпуски. Школа Ревизорро. |                                |                                 |                 |
| 22 (131)                           | Москва 22                      | 6 ноября 2017 на vote.friday.ru |                 |
| 23 (132)                           | Москва 23                      | 6 ноября 2017 на vote.friday.ru |                 |

| 1 (133)  | Нижний Новгород 4     | 30 января 2018  |
| 2 (134)  | Санкт-Петербург 7     | 30 января 2018  |
| 3 (135)  | Санкт-Петербург 8     | 6 февраля 2018  |
| 4 (136)  | Санкт-Петербург 9     | 6 февраля 2018  |
| 5 (137)  | Казань 4              | 13 февраля 2018 |
| 6 (138)  | Санкт-Петербург 10    | 20 февраля 2018 |
| 7 (139)  | Волгоград 5           | 27 февраля 2018 |
| 8 (140)  | Самара 3              | 6 марта 2018    |
| 9 (141)  | Ростов-на-Дону 4      | 13 марта 2018   |
| 10 (142) | Калининград 2         | 20 марта 2018   |
| 11 (143) | Екатеринбург 4        | 3 апреля 2018   |
| 12 (144) | Москва 24             | 10 апреля 2018  |
| 13 (145) | Саранск 2             | 17 апреля 2018  |
| 14 (146) | Москва 25             | 24 апреля 2018  |
| 15 (147) | Казань 5              | 8 мая 2018      |
| 16 (148) | Сочи 5                | 15 мая 2018     |
| 17 (149) | Сочи 6                | 15 мая 2018     |
| 18 (150) | Сочи 7                | 22 мая 2018     |
| 19 (151) | Геленджик 3           | 29 мая 2018     |
| 20 (152) | Анапа 2               | 5 июня 2018     |
| 21 (153) | Дайджест              | 31 июля 2018    |
| 22 (154) | Туапсе Новороссийск 3 | 31 июля 2018    |

| 1 (155)  | Луховицы Суздаль 3 | 26 августа 2018  |
| 2 (156)  | Астрахань 3        | 2 сентябрь 2018  |
| 3 (157)  | Краснодарский край | 9 сентября 2018  |
| 4 (158)  | Воронеж 3          | 16 сентября 2018 |
| 5 (159)  | Санкт-Петербург 11 | 23 сентября 2018 |
| 6 (160)  | Тула 3             | 7 октября 2018   |
| 7 (161)  | Пермь 3 Ижевск 2   | 14 октября 2018  |
| 8 (162)  | Минеральные Воды   | 21 октября 2018  |
| 9 (163)  | Тюмень 2           | 28 октября 2018  |
| 10 (164) | Калининград 3      | 4 ноября 2018    |
| 11 (165) | Петрозаводск 2     | 11 ноября 2018   |

| Восьмой сезон |                    |                 |
| 1 (166)       | Кострома 2         | 26 января 2020  |
| 2 (167)       | Ярославль 2        | 2 февраля 2020  |
| 3 (168)       | Тула 4             | 9 февраля 2020  |
| 4 (169)       | Салехард 2         | 16 февраля 2020 |
| 5 (170)       | Смоленск 3         | 1 марта 2020    |
| 6 (171)       | Мурманск 2         | 15 марта 2020   |
| 7 (172)       | Анапа 3            | 22 марта 2020   |
| 8 (173)       | Салехард 3         | 29 марта 2020   |
| 9 (174)       | Санкт-Петербург 12 | 5 апреля 2020   |
| 10 (175)      | Санкт-Петербург 13 | 19 апреля 2020  |
| 11 (176)      | Спецвыпуск         | 26 апреля 2020  |
| 12 (177)      | Суздаль 4          | 10 мая 2020     |
| 13 (178)      | Владимир 3         | 17 мая 2020     |
| 14 (179)      | Новороссийск 4     | 24 мая 2020     |
| 15 (180)      | Краснодар 3        | 31 мая 2020     |

| Часть | Выпуски                                                      | Премьера выпуска |
| ----- | ------------------------------------------------------------ | ---------------- |
| 1 (1) | Список - Великий Новгород - Владивосток - Самара - Ярославль | 2 января 2015    |
| 2 (2) | Список - Екатеринбург - Уфа - Волгоград - Тверь              | 7 января 2015    |
| 3 (3) | Список - Анапа - Ярославль - Красноярск                      | 14 января 2015   |

## Последующие передачи

### Ревизорро-Шоу
Ревизорро-Шоу — проект телеканала «Пятница!», премьера которого состоялась 10 февраля 2016 года. В каждом выпуске эксперты, ведущая Елена Летучая и зрители обсуждали рестораны, в которых уже проводилась проверка программой «Ревизорро». Владелец какого-либо заведения, которое не прошло проверку программы, может прийти в студию и попытаться доказать зрителям, что ресторан достоин получить наклейку. Говорили о драках и конфликтах, произошедших со съёмочной группой во время съёмок в том или ином городе. Ведущим телепередачи является Кирилл Нагиев. На съёмках шоу постоянно присутствовали ведущая программы «Ревизорро» Елена Летучая, продюсер программы Елена Щипунова, зрительный зал и эксперты в той или иной среде услуг.

### Ревизолушка (Ревизорро. Дети)
Ревизорро с Ириной Ухановой — «Ревизорро» Ира Уханова проверяет детские площадки, парки аттракционов, бассейны, зоопарки и развлекательные центры, а также квартиры.
| Первый сезон («Ревизорро. Дети») |        |              |                  |
| Первый сезон («Ревизорро. Дети») | Номер  | Город        | Премьера выпуска |
| -------------------------------- | ------ | ------------ | ---------------- |
| Первый сезон («Ревизорро. Дети») | 1 (1)  | Лобня        | 23 июля 2017     |
| Первый сезон («Ревизорро. Дети») | 2 (2)  | Пушкино      | 30 июля 2017     |
| Первый сезон («Ревизорро. Дети») | 3 (3)  | Королёв      | 6 августа 2017   |
| Первый сезон («Ревизорро. Дети») | 4 (4)  | Химки        | 13 августа 2017  |
| Первый сезон («Ревизорро. Дети») | 5 (5)  | Реутов       | 20 августа 2017  |
| Первый сезон («Ревизорро. Дети») | 6 (6)  | Красногорск  | 27 августа 2017  |
| Первый сезон («Ревизорро. Дети») | 7 (7)  | Дмитров      | 3 сентября 2017  |
| Первый сезон («Ревизорро. Дети») | 8 (8)  | Люберцы      | 10 сентября 2017 |
| Второй сезон («РевиЗолушка»)     | 1 (9)  | Воронеж      | 14 января 2018   |
| Второй сезон («РевиЗолушка»)     | 2 (10) | Ставрополь   | 21 января 2018   |
| Второй сезон («РевиЗолушка»)     | 3 (11) | Пятигорск    | 28 января 2018   |
| Второй сезон («РевиЗолушка»)     | 4 (12) | Новочеркасск | 4 февраля 2018   |
| Второй сезон («РевиЗолушка»)     | 5 (13) | Ярославль    | 11 февраля 2018  |
| Второй сезон («РевиЗолушка»)     | 6 (14) | Кострома     | 18 февраля 2018  |
| Второй сезон («РевиЗолушка»)     | 7 (15) | Пенза        | 25 февраля 2018  |
| Второй сезон («РевиЗолушка»)     | 8 (16) | Саранск      | 4 марта 2018     |
| Второй сезон («РевиЗолушка»)     | 9 (17) | Пермь        | 11 марта 2018    |
| Третий сезон («Ревизолушка»)     | 1 (18) | Анапа        | 17 июня 2018     |
| Третий сезон («Ревизолушка»)     | 2 (19) | Ижевск       | 24 июня 2018     |
| Третий сезон («Ревизолушка»)     | 3 (20) | Краснодар    | 15 июля 2018     |
| Третий сезон («Ревизолушка»)     | 4 (21) | Брянск       | 22 июля 2018     |
| Третий сезон («Ревизолушка»)     | 5 (22) | Смоленск     | 29 июля 2018     |

| Сезоны | Номер | Начало сезона  | Конец сезона     | Кол-во выпусков |
| ------ | ----- | -------------- | ---------------- | --------------- |
| Сезоны | 1     | 23 июля 2017   | 10 сентября 2017 | 8 выпусков      |
| Сезоны | 2     | 14 января 2018 | 11 марта 2018    | 9 выпусков      |
| Сезоны | 3     | 17 июня 2018   | 29 июля 2018     | 5 выпусков      |

### Ревизорро: Медицинно
Проект «Ревизорро: Медицинно» действует на территории медицинских учреждений — государственных и частных.
Ведущая Оксана Щербакова проверяет качество оказываемых услуг, стоит в очередях и выясняет, какие процедуры предлагают «в нагрузку» и чем на самом деле лечат болезни. К экспертизе привлечены врачи и медицинские менеджеры. По итогам программы зрителям обещано дать советы. Проверка иногда осуществляется по жалобам пациентов. Например, в феврале 2018 года съёмочная группа программы (численностью более 10 человек, включая охрану) проверила больницу в Березовском (Свердловская область) по жалобе пациентки, которая долгое время не смогла пройти процедуру в этом медицинском заведении (даже на платной основе).
| Первый сезон |        |                |                  |
| Первый сезон | Номер  | Город          | Премьера выпуска |
| ------------ | ------ | -------------- | ---------------- |
| Первый сезон | 1 (1)  | Белгород       | 1 ноября 2017    |
| Первый сезон | 2 (2)  | Краснодар      | 8 ноября 2017    |
| Первый сезон | 3 (3)  | Самара         | 27 февраля 2018  |
| Первый сезон | 4 (4)  | Ульяновск      | 6 марта 2018     |
| Первый сезон | 5 (5)  | Ростов-на-Дону | 13 марта 2018    |
| Первый сезон | 6 (6)  | Екатеринбург   | 20 марта 2018    |
| Второй сезон | Номер  | Город          | Премьера выпуска |
| Второй сезон | 1 (7)  | Челябинск      | 22 мая 2018      |
| Второй сезон | 2 (8)  | Ярославль      | 22 мая 2018      |
| Второй сезон | 3 (9)  | Астрахань      | 13 июня 2018     |
| Второй сезон | 4 (10) | Волгоград      | 14 июня 2018     |
| Второй сезон | 5 (11) | Магнитогорск   | 20 июня 2018     |
| Второй сезон | 6 (12) | Воронеж        | 21 июня 2018     |

### Мобильное приложение
«Ревизона» — мобильное приложение, созданное для зрителей и поклонников программы «Ревизорро», желающих улучшить городское пространство. Для того, чтобы воспользоваться приложением, нужно зарегистрироваться, затем сделать фотографию либо отеля, ресторана, или блюда, которую подают в ресторане или прочем заведении; далее нужно написать отзыв и поставить несколько звёзд, если заведение понравилось, либо же не ставить. После того, как запрос обработан, появляется фотография с изображением Елены Летучей и надписью «Вы настоящий Ревизорро!». Приложение официально было выпущено 11 марта 2016 года в App Store. Приложение имеет возрастное ограничение «4+». Разработано компанией Advance Corp. в 2016 году. Приложение имеется на русском и английском языках. Изначально, новость о приложении программы появилась в начале 2016 года, и телеканал Пятница! предложил своим телезрителям испытать бета-версию приложения, и для этого необходимо было написать в комментариях к посту в группе ВКонтакте свою электронную почту, после чего приложение должно было отправиться на почту. Приложение получило в основном положительные отзывы, но многие раскритиковали то, что нельзя добавлять места на карту самому..

## Коллектив программы

### Ведущие
С самого начала трансляции телепередачи «Ревизорро» ведущей программы являлась Елена Летучая. Премьера 1-го сезона состоялась 4 июня 2014. Первым городом, вышедшем в эфир, был Кисловодск. В декабре 2015 года Летучая призналась, что её родители беспокоятся за неё и не хотят, чтобы она участвовала в проекте ради сохранения её здоровья. В 2016 году стала ведущей программы «Ревизорро-Шоу». Позже во многих изданиях заявили, что Летучая ушла, но позже она опровергла данную информацию. 21 марта 2016 года на сайте телеканала «Пятница!» был опубликован тизер нового сезона, но с другим ведущим. В тот же день в изданиях снова начала появляться информация об уходе Летучей из проекта по причине создания собственного шоу. В апреле 2016 года стало известно, что Летучая покидает пост ведущей и станет продюсером программы и телеканала.
13 апреля пост ведущей программы официально заняла Ольга Романовская. Первым выпуском четвёртого сезона стал город Ставрополь.
13 октября 2016 года Елена Летучая вернулась в проект. Новый сезон был посвящён исключительно проверкам заведений Москвы. 30 октября 2017 года Летучая со скандалом уходит с телеканала «Пятница!» на «Первый канал», где ведёт новый проект «Летучий отряд», но в январе 2018 программа была закрыта. 15 ноября 2017 года новой ведущей «Ревизорро» стала Настасья Самбурская. Премьера 6-го сезона с Настасьей Самбурской состоялась 30 января 2018 года.
В седьмом сезоне её соведущей стала Ида Галич. Сам формат программы был изменён. Ведущие оценивали гастрономические достопримечательности городов.
Ведущей последнего сезона шоу стала Ксения Милас. Был возвращён старый формат.
| Ведущие               | Сезоны    | Сезоны    | Сезоны    | Сезоны    | Сезоны    | Сезоны    | Сезоны    | Сезоны    | Сезоны    | Сезоны          | Сезоны          | Сезоны          | Сезоны               | Сезоны               |
| Ведущие               | Ревизорро | Ревизорро | Ревизорро | Ревизорро | Ревизорро | Ревизорро | Ревизорро | Ревизорро | Ревизорро | Ревизорро. Дети | Ревизорро. Дети | Ревизорро. Дети | Ревизорро: Медицинно | Ревизорро: Медицинно |
| Ведущие               | 1         | 2         | 3         | 4         | 5         | 6         | 7         | 8         | 9         | 1               | 2               | 3               | 1                    | 2                    |
| --------------------- | --------- | --------- | --------- | --------- | --------- | --------- | --------- | --------- | --------- | --------------- | --------------- | --------------- | -------------------- | -------------------- |
| Елена Летучая         |           |           |           |           |           |           |           |           |           |                 |                 |                 |                      |                      |
| Ольга Романовская     |           |           |           |           |           |           |           |           |           |                 |                 |                 |                      |                      |
| Настасья Самбурская   |           |           |           |           |           |           |           |           |           |                 |                 |                 |                      |                      |
| Ида Галич             |           |           |           |           |           |           |           |           |           |                 |                 |                 |                      |                      |
| Ксения Милас          |           |           |           |           |           |           |           |           |           |                 |                 |                 |                      |                      |
| Ирина Уханова         |           |           |           |           |           |           |           |           |           |                 |                 |                 |                      |                      |
| Оксана Константиновна |           |           |           |           |           |           |           |           |           |                 |                 |                 |                      |                      |

### Эксперты
Описания взяты из выпусков программы «Ревизорро-Шоу»
- Дмитрий Левицкий — ресторатор, основатель крупнейшей в Российской Федерации компании по организации ресторанного бизнеса. «Прошел путь от бармена, до знаменитого ресторатора».
- Пётр Осипов — бизнес-тренер, создатель крупнейшей бизнес-школы в стране, стал миллионером в 21 год, «может объяснить бизнес на пальцах», откровенно категоричен. Даёт шанс, но только один.
- Наталья Янчук — юрист, «защищает людей в самых безнадежных ситуациях», считает себя борцом за справедливость, и найдет её в «Ревизорро-Шоу».
- Елена Лысенкова — «фея гостеприимства и знания отельных порядков», владелец лидирующей компании по запуску отелей, знает гостиничный бизнес изнутри.
- Сергей Жорин — адвокат, ведёт самые громкие дела в стране. Среди его клиентов певица Лолита, певица Валерия, продюсер Максим Фадеев, вооружён законом и очень опасен.
- Константин Иванов — врач-терапевт, кандидат медицинских наук.
- Ольга Митрофанова — адвокат, телеведущая. Участница проекта «Школа Ревизорро»
- Евгений Тонкий — адвокат
- Екатерина Важенкова — эксперт в области гостеприимства.

## Закрытие точек общественного питания после сюжетов «Ревизорро»

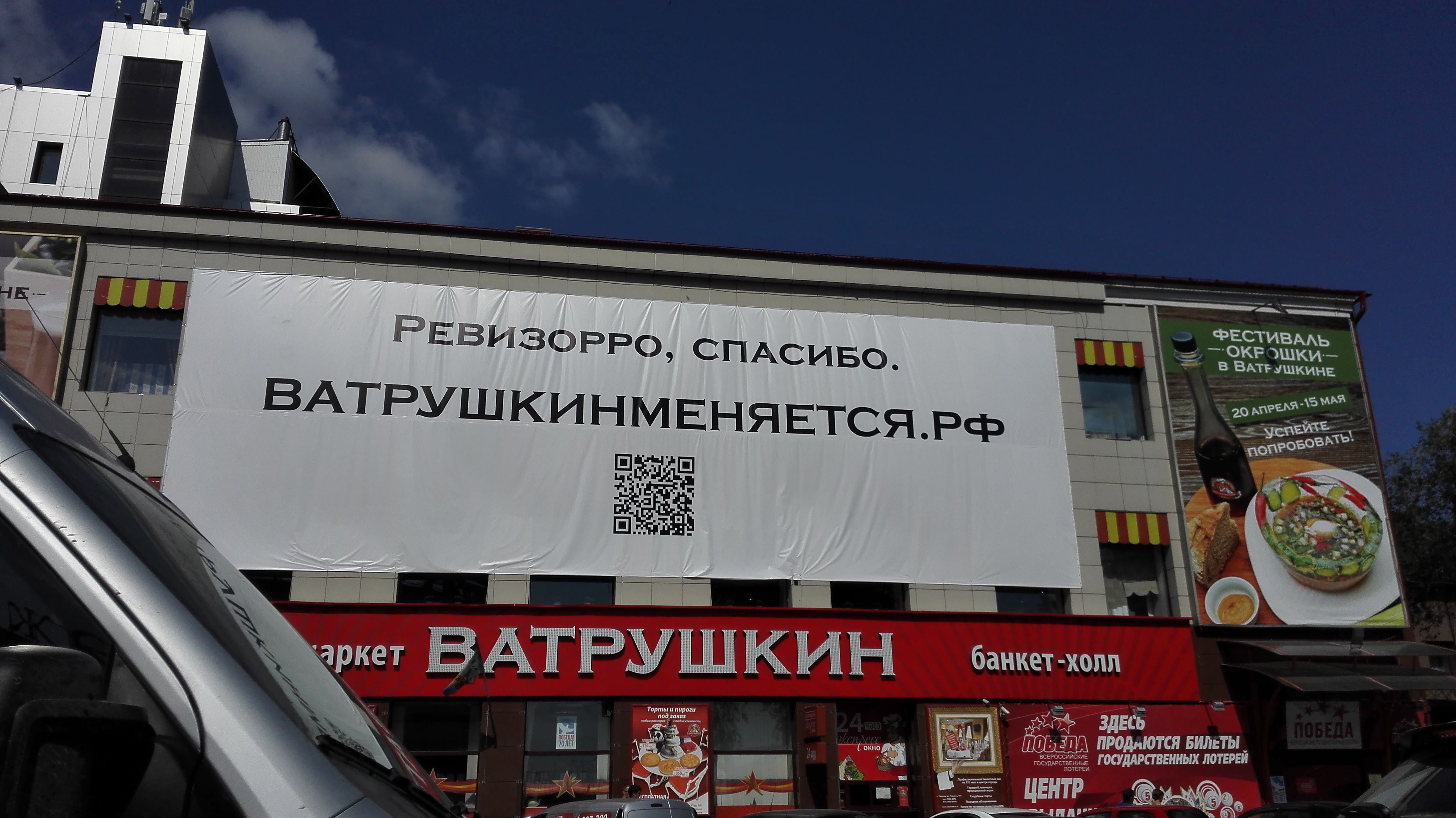
Баннер на кафе «Ватрушкин». г. Тюмень

После некоторых рейдов «Ревизорро» точки общественного питания подвергались проверкам органов Роспотребнадзора и закрывались. Известно о следующих случаях закрытия точек общественного питания:
- Ресторан «Мао» (Тюмень, визит «Ревизорро» в мае 2015 года). После визита программы в заведении по требованию прокуратуры провели проверку органы Роспотребнадзора, в результате чего из-за многочисленных нарушений санитарных норм ресторан был временно закрыт. Вскоре после этого заведение было закрыто окончательно[29];
- Кафе «Ватрушкин» (Тюмень, визит «Ревизорро» в мае 2015 года). После визита «Ревизорро» в кафе была проведена внеплановая проверка, по результатам которой заведение закрыто судом на 20 суток (открылось досрочно после устранения нарушений). В 2015 году «Ватрушкин» закрыт окончательно и выставлен на продажу[30].
- Ресторан «Водка» (Ростов-на-Дону, визит «Ревизорро» в марте 2015 года). Во время съёмок было обнаружено большое количество нарушений: Елена нашла испорченные продукты, видела много тараканов и грязи. После элитный ресторан закрылся навсегда.
- Ресторан «Шашлыкоff» (Новосибирск, визит «Ревизорро» в сентябре 2014 года). Во время визита было обнаружено огромное количество нарушений, после чего ресторан был закрыт и снова открылся по новому адресу, где через 2 года успешно прошёл проверку Елены Летучей[источник?].
- Столовая «Универ» (Новочеркасск, визит «Ревизолушка» в феврале 2018 года). Когда проходила проверка было обнаружено много грязи, тараканы, грязные рабочие поверхности и кухонная техника. После проверки администрация города закрыла заведение[источник?].

## Противодействие со стороны проверяемых заведений
Противодействие программе «Ревизорро» со стороны проверяемых заведений выражается в двух формах: физическое сопротивление, оказываемое съёмочной группе и судебные иски о защите деловой репутации. Кроме того, Елена Летучая (по её словам) столкнулась с угрозами в свой адрес. В 2020 году Летучая рассказывала, что в период работы ведущей «Ревизорро» получала угрозы, а «Пятница!» никак её не защищала:

Если бы у меня не было Юры, московского сезона «Ревизорро» не было бы. Телеканал «Пятница!» меня не защищал — даже, когда мне начали звонить такие люди, о которых лучше не рассказывать. Звонили с угрозами и с предложениями взяток. Когда у меня был сумасшедший стресс и я боялась, что мне взорвут машину, именно муж мне нанял охрану, он меня защитил. У меня были готовы инструкции: как себя вести, если на меня нападут, если кто-то что-то спровоцирует и т. д.

### Судебные иски
В марте 2015 года сеть быстрого питания «Роял Бургер» подала исковое заявление к телеканалу «Пятница!», потребовав признать утверждения, прозвучавшие в эфире программы, вышедшей в эфир 2 января, «порочащими деловую репутацию». В конце 2015 года иск был удовлетворен полностью, так как заявления ведущей телешоу Ревизорро не соответствовали действительности. В соответствии с судебным решением телеканал обязан выплатить 693 тыс. рублей, опровергнуть в эфире и на сайте порочащие деловую репутацию заведения сведения и удалить видеоролик с сайта.
В феврале 2016 года стало известно, что смоленский ресторатор Вадим Бурханов подал иск о защите деловой репутации на телеканал «Пятница!» из-за сентябрьского выпуска передачи «Ревизорро», где был раскритикован его ресторан «Хаген».

### Нападения на съёмочную группу
Во время съёмок программы на участников группы часто нападали сотрудники проверяемых заведений. Дракой и вызовом полиции закончились съёмки программ в Красноярске, Костроме, Анапе, Ярославле, Мурманске и Салехарде.

#### Красноярск
6 августа 2014 года в красноярском ресторане «Чемодан» произошёл конфликт между съёмочной группой телеканала Пятница! и работниками ресторана. После проверки других заведений съёмочная группа во главе с Еленой Летучей направились в ресторан «Чемодан». В заведении их встретили дракой, а началась она во время съёмки сюжета на кухне заведения. Владелец ресторана и охрана пришли в первую очередь, они попытались отнять камеры у операторов и продюсера, а также микрофон у Елены Летучей. В результате драки один из операторов был серьёзно побит, а Елене Летучей чуть не вывихнули руку. Позже продюсер программы Елена Щипунова, которая ездит по городам России вместе с группой, вызвала полицию. По словам Елены Летучей, полиция сработала быстро, они проверили их документы, и журналисты им все объяснили. «Чем все закончилось — скоро узнаете в эфире» — прокомментировала Елена Летучая для «Комсомольской правды» Красноярска. По сообщениям некоторых изданий, красноярский бар «Чемодан» был закрыт с 1 апреля 2015 года.

«Всё зависит от того, что мы едим. Принесли несвежее блюдо, не нужно его есть. Позовите официанта, заставьте его попробовать. Они ведь как проводники. Но едят ли они там, где работают? Я имею в виду плохие заведения. В Красноярске, в заведении общепита, перед моим появлением с прилавка убрали тухлый плов. Он не просто испортился — закис! Я им говорю, ребята, вы что творите? В столовой было много подростков, школьников. Ребёнок может и слопает этот плов, не поймет. И самое малое, чем может для него закончиться такой обед — расстройством желудка. Хотя есть в Красноярске и хорошие заведения».
— Елена Летучая о конфликте в Красноярске

#### Анапа
10 сентября 2014 года, около шести часов вечера, ведущая программы Елена Летучая, продюсер и два оператора начали съёмки в кафе «Ирина» в городе Анапа. С сотрудниками группы находились два охранника, привлеченные для охраны безопасности телевизионных сотрудников. Один из сотрудников кафе, находясь в состоянии возбуждения, начал бросаться на съёмочную группу, вызвал для подкрепления охранников заведения, поваров и остальной персонал, работающий в то время на кухне. «Разъяренные сотрудники избили оператора группы, разорвали ему губу, повалили на пол второго оператора, избивали ногами его и охранников», — говорится в заявлении телеканала. Также известно, что они пытались избить Елену Летучую. У продюсера группы пытались отнять камеру, после чего он передал её Летучей.
Елена Летучая: Единственный раз, когда я пила успокоительные и вообще воспользовалась помощью медиков — это Анапа. Вот там был просто жутчайший стресс. Там я даже просила, чтобы мне укол какой-нибудь вкололи, потому что меня трясло прямо как осиновый лист. Я была в шоке от ситуации.Елена Летучая
Зачинщиком драки съёмочная группа и представители телеканала «Пятница!» называют управляющего кафе Юрия Сулоева. По словам Летучей, он кинулся на кухню во время драки в поисках ножа, но его остановили сами же сотрудники заведения. По словам менеджера телеканала «Пятница!», анапский суд выберет меру пресечения для Сулоева. Позже, телеканал по предварительными оценкам составил убыток от разбитой сотрудниками кафе техники, а именно камеры и микрофоны. По словам телеканала, вся эта техника стоит не меньше пятисот тысяч рублей.

#### Мурманск
Происшествие случилось 18 июля 2015 года в кафе «Юность» города Мурманска. Елена Летучая и съёмочная группа делали сюжет на кухне кафе. Во время проверки кухни Летучая нашла просроченные вареники, после чего неизвестный и не представившийся мужчина попытался силой вытолкнуть Елену из кухни, но сотрудники охраны помешали ему. Завязалась короткая драка. Неизвестная на тот момент женщина, жительница Мурманска, схватила Елену за руку и сказала, чтобы та спряталась за ней в целях спасения. Мужчину, пытавшегося вытолкнуть Летучую с кухни, профессионально обезвредили. Видео инцидента в кафе «Юность» было опубликовано на портале «YouTube» и набрало массу просмотров. Зрителям программы Ревизорро очень запомнилась героическая женщина, которая заступилась за Летучую во время драки. Всем было интересно, кто она, и её поиски, дабы отблагодарить, жители Мурманска и телеканал «Пятница!» вели с сентября 2015 года по февраль 2016 года.
В марте 2016 года женщина, спасшая Елену Летучую во время драки, была найдена. Продюсеры телеканала сочли нужным пригласить героиню программы в студию нового шоу телеканала «Ревизорро-Шоу». Выяснилось, что женщину зовут Зара Демидова; она обычная жительница Мурманска. Елена поблагодарила героиню и в конце выпуска исполнила для неё песню собственного авторства.

#### Салехард
Жестокое избиение съёмочной группы программы «Ревизорро» произошло 8 августа 2015 года в городе Салехард. В тот день многие рестораны и заведения были закрыты по причине приезда Елены Летучей в город, но ресторан «Виктория», в котором и произошло избиение журналистов, закрыт не был. Несмотря на мат и угрозы со стороны владельцев заведения, Летучая в сопровождении двух операторов начала проверку заведения. Когда съёмочная группа дошла до туалета, работники кафе не стерпели, и началась агрессия с их стороны. Повара, охранники, владелец ресторана и даже его жена выгнали журналистов на улицу из ресторана дракой, после чего набросились на них с кулаками, пытаясь отобрать камеры. Видео драки было опубликовано в сети газетой «Комсомольская правда» и набрало более полутора миллиона просмотров. На нём видно, как после перехода драки на улицу Елена Летучая выхватывает камеру и направляется в сторону фургона, на котором съёмочная группа приехала на локацию. После один из операторов съёмочной группы прибежал к ней, перехватил камеру, после чего видео кончается. Полиция была вызвана, но она не помогла.
Продюсерами телеканала и съёмочной группой было написано заявление в полицию. Правоохранительные органы изъяли записи с камер операторов, записанные для сюжета о ресторане. Один из операторов, снимавших сюжет, попал в больницу с сотрясением мозга..

На частную территорию ворвались неизвестные мне люди. Меня на работе не было. Остановить их невозможно было. Начали проводить съёмку. Пытались мы с ними по-нормальному поговорить. Когда меня вызвали, я приехала.
—Эльвира Арндт, директор кафе «Виктория»

13 августа 2015 года Прокуратура Ямало-Ненецкого автономного округа внесла представление на имя руководителя Следственного управления Следственного комитета по Ямало-Ненецкому автономному округу с требованием возбудить уголовное дело по факту воспрепятствования журналисткой деятельности съёмочной группы программы «Ревизорро». 28 марта 2016 года сотрудники Следственного управления Следственного комитета Российской Федерации по Ямало-Ненецкому автономному округу завершили расследование и направили в суд материалы дела: «Следствием установлено, что 8 августа 2015 года в период с 11 до 12 часов в городе Салехарде в ходе проведения съёмок сюжета телепередачи „Ревизорро“ телеканала „Пятница“ о деятельности кафе „Виктория“ сотрудники кафе, высказывая угрозы применения насилия членам съёмочной группы ООО „Телекомпания Пятница“, причинили телесные повреждения видеооператору, а также повредили видеокамеру».
3 июня 2016 года суд вынес обвинительный приговор, согласно которому управляющий кафе будет лишён свободы на два года условно, владелица кафе — на полтора года условно, а один из сотрудников заведения — на 6 месяцев условно.

#### Смоленск
В ресторане «Упитанный енот» во время съёмки на кухне вдруг погас свет, и кто-то из персонала распылил газ из баллончика. В результате один из операторов попал в больницу. Ольга Романовская и её коллега обратились с заявлением в полицию. В местной прессе появилась версия конфликта со стороны сотрудников кафе.

## Награды
| Год  | Премия                                          | Категория                     | Номинируемая работа | Результат |
| ---- | ----------------------------------------------- | ----------------------------- | ------------------- | --------- |
| 2015 | «Общество защиты прав потребителей»             | «Знак качества»               | Елена Летучая       | Победа    |
| 2015 | «Общественное признание»                        | «Наши на федеральном уровне»  | Елена Летучая       | Победа    |
| 2016 | Индустриальная телевизионная премия ТЭФИ — 2016 | «Журналистское расследование» | «Ревизорро»         | Победа    |
| 2016 | Индустриальная телевизионная премия ТЭФИ — 2016 | «Вечернее ток-шоу»            | «Ревизорро-Шоу»     | Победа    |
| 2018 | Индустриальная телевизионная премия ТЭФИ — 2018 | «Журналистское расследование» | «Ревизорро»         | Победа    |

## Численность зрителей проекта
По оценке, приводимой РБК, в среднем каждый выпуск «Ревизорро» посмотрели 200 тыс. человек.

## Доходы и расходы «Ревизорро»
Рекламные доходы от передачи по годам составили по оценке РБК 1209,4 млн руб. за 2014—2016 годы:
- 2015 год — 92,8 млн руб.;
- 2016 год — 567,8 млн руб.;
- 2017 год — 548,8 млн руб.

Расходы у передачи также значительные. По данным РБК затраты на создание одного выпуска составляли до 1,5 млн руб., в том числе 800 тыс. в среднем обошелся 1 московский выпуск. Зарплата ведущей Летучей составляла от 50 тыс. руб. до 160 тыс. руб. за выпуск, а всего ей было выплачено до 16,8 млн руб.

## Критика
Программу «Ревизорро» обвиняют обычно в фальсификации результатов проверок и в неправомерности действий съёмочной группы по проникновению и ведению видеозаписи мест приготовления пищи.

### Правомерность проведения проверок в пищеблоках
Все наши действия правомерны. Перед тем как запускать проект, работало большое количество юристов, которые, прежде чем запустить меня и съёмочную группу непосредственно в заведения, все досконально проверяли. Конечно, мы понимаем, на что мы имеем право, а на что — нет.
В 2016 году МВД России на своём официальном сайте посчитало действия журналистов неправомерными, так как журналисты не имеют право самостоятельно входить в помещения, доступ к которым ограничен, а также указывается что данные функции должен выполнять Роспотребнадзор. Нередко администрация проверяемых заведений вызывает наряды полиции, которые обычно заканчиваются только проверкой документов. Однако при съёмке ставропольского ресторана «Новый Рим», когда его управляющий вызвал полицию, всю съёмочную группу доставили в районное отделение полиции, в котором они провели пять часов до выяснения обстоятельств.
Правомерность своих действий сотрудники «Ревизорро» основывают на ст. 47 Закона Российской Федерации от 27.12.1991 № 2124-1 «О средствах массовой информации». Пункт 2 этой статьи декларирует право журналиста посещать государственные органы и организации, предприятия и учреждения, органы общественных объединений либо их пресс-службы. Однако порядок этих посещений нигде не прописан.
При входе в кухонные помещения все участники съёмочной группы надевают санитарную одежду (бахилы, халаты, шапочки и перчатки) и имеют при себе санитарные книжки.

### Обвинения в фальсификации результатов проверок «Ревизорро» для повышения рейтинга программы
Сотрудники некоторых заведений считают, что группа программы «Ревизорро» фальсифицирует свои проверки и показывает их заведения в неоправданно негативном свете для того, чтобы повысить рейтинг программы. Сами проверки нередко считают незаконными. В декабре 2016 года телеканал «Пятница» подал иск о защите деловой репутации в суд против группы пользователей социальной сети «Facebook», которые в связи с проверкой ресторана «Одесса-мама» обвинили сотрудников программы «Ревизорро» в том, что её проверки «можно подкупить или согласовать». Однако до начала судебного разбирательства телеканал «Пятница» ходатайствовал о возврате искового заявления.